# مونتين بارك (أوكلاهوما)
مونتين بارك (بالإنجليزية: Mountain Park, Oklahoma)‏ هي بلدة أمريكية تقع في الولايات المتحدة في مقاطعة كيوا، أوكلاهوما. يقدر عدد سكانها بـ 409 نسمة ومساحتها 1.964645 كم2 و وترتفع عن سطح البحر 419.71 متر.

## التركيبة السكانية
حدّد مكتب تعداد الولايات المتحدة بيانات التركيبة السكانية لمونتين بارك في تعداد الولايات المتحدة. في ما يلي، التركيبة السكانية حسب تعدادي 2000 و2010.

### تعداد عام 2000
بلغ عدد سكان مونتين بارك 390 نسمة بحسب تعداد عام 2000، وبلغ عدد الأسر 174 أسرة وعدد العائلات 103 عائلة مقيمة في البلدة. في حين سجلت الكثافة السكانية 199 نسمة لكل كيلومتر مربع (515.4/ميل2). وبلغ عدد الوحدات السكنية 210 وحدة بمتوسط كثافة قدره 107.1 لكل كيلومتر مربع (277.4/ميل2).
وتوزع التركيب العرقي للبلدة بنسبة 90% من البيض و0.51% من الأمريكيين الأفارقة و1.79% من الأمريكيين الأصليين و0.26% من الأمريكيين ذوي الأصول الآسيوية و2.82% من الأعراق الأخرى و4.62% من عرقين مختلطين أو أكثر و5.38% من الهسبانيون أو اللاتينيون من أي عرق.
بلغ عدد الأسر 174 أسرة كانت نسبة 26.4% منها لديها أطفال تحت سن الثامنة عشر تعيش معهم، وبلغت نسبة الأزواج القاطنين مع بعضهم البعض 43.7% من أصل المجموع الكلي للأسر، ونسبة 9.8% من الأسر كان لديها معيلات من الإناث دون وجود شريك،  بينما كانت نسبة 5.7% من الأسر لديها معيلون من الذكور دون وجود شريكة وكانت نسبة 40.8% من غير العائلات. تألفت نسبة 35.6% من أصل جميع الأسر من عدة أفراد يعيشون في نفس المنزل ونسبة 16.7% كانت تتألف من شخص يعيش بمفرده يبلغ من العمر 65 عاماً أو أكثر. وبلغ متوسط حجم الأسرة المعيشية 2.24، أما متوسط حجم العائلات فبلغ 2.87.
بلغ العمر الوسطي للسكان 42.1 عاماً. وكانت نسبة 24.4% من القاطنين تحت سن الثامنة عشر، وكانت نسبة 6.4% بين الثامنة عشر والرابعة والعشرين عاماً، ونسبة 23.1% كانت واقعةً في الفئة العمرية ما بين الخامسة والعشرين والرابعة والأربعين عاماً، ونسبة 27.2% كانت ما بين الخامسة والأربعين والرابعة والستين، ونسبة 19% كانت ضمن فئة الخامسة والستين عاماً فما فوق. يوجد لكل 100 أنثى 94.0 ذكر، ويوجد لكل 100 أنثى في الثامنة عشر من عمرها فما فوق 86.7 ذكر.
بلغ متوسط دخل الأسرة في البلدة 17,031 دولارًا، أما متوسط دخل العائلة فبلغ 19,375 دولارًا. وكان متوسط دخل الذكور 23,750 دولارًا مقابل 25,625 دولارًا للإناث. وسجل دخل الفرد الخاص بالبلدة 9,584 دولارًا. وكانت نسبة 29.4% من العائلات ونسبة 36.5% من السكان تحت خط الفقر، وكان من هؤلاء نسبة 54.6% تحت سن الثامنة عشر ونسبة 22.9% في الخامسة والستين من العمر وما فوق.

### تعداد عام 2010
بلغ عدد سكان مونتين بارك 409 نسمة بحسب تعداد عام 2010، وبلغ عدد الأسر 171 أسرة وعدد العائلات 107 عائلة مقيمة في البلدة. في حين سجلت الكثافة السكانية 208.7 نسمة لكل كيلومتر مربع (540.5/ميل2). وبلغ عدد الوحدات السكنية 218 وحدة بمتوسط كثافة قدره 111.2 لكل كيلومتر مربع (288.0/ميل2).
وتوزع التركيب العرقي للبلدة بنسبة 89.24% من البيض و2.20% من الأمريكيين الأفارقة و3.42% من الأمريكيين الأصليين و0.24% من الأمريكيين ذوي الأصول الآسيوية و2.20% من الأعراق الأخرى و2.69% من عرقين مختلطين أو أكثر و7.58% من الهسبانيون أو اللاتينيون من أي عرق.
بلغ عدد الأسر 171 أسرة كانت نسبة 32.2% منها لديها أطفال تحت سن الثامنة عشر تعيش معهم، وبلغت نسبة الأزواج القاطنين مع بعضهم البعض 45% من أصل المجموع الكلي للأسر، ونسبة 11.1% من الأسر كان لديها معيلات من الإناث دون وجود شريك،  بينما كانت نسبة 6.4% من الأسر لديها معيلون من الذكور دون وجود شريكة وكانت نسبة 37.4% من غير العائلات. تألفت نسبة 32.7% من أصل جميع الأسر من عدة أفراد يعيشون في نفس المنزل ونسبة 15.2% كانت تتألف من شخص يعيش بمفرده يبلغ من العمر 65 عاماً أو أكثر. وبلغ متوسط حجم الأسرة المعيشية 2.39، أما متوسط حجم العائلات فبلغ 3.06.
بلغ العمر الوسطي للسكان 40.5 عاماً. وكانت نسبة 25.7% من القاطنين تحت سن الثامنة عشر، وكانت نسبة 5.6% بين الثامنة عشر والرابعة والعشرين عاماً، ونسبة 22.5% كانت واقعةً في الفئة العمرية ما بين الخامسة والعشرين والرابعة والأربعين عاماً، ونسبة 27.1% كانت ما بين الخامسة والأربعين والرابعة والستين، ونسبة 19.1% كانت ضمن فئة الخامسة والستين عاماً فما فوق. وتوزع التركيب الجنسي للسكان بنسبة 48.7% ذكور و51.3% إناث.